# Teignmouth Electron
Teignmouth Electron est un trimaran de 12 mètres en bois avec lequel Donald Crowhurst s'engagea et disparut dans le Golden Globe Challenge en juillet 1969.

## Conception
Conçu comme la vitrine de Electron Utilisation Ltd, l'entreprise de Crowhurst (qui commercialise un appareil de navigation) et de Stanley Best son principal sponsor, Teignmouth Electron renvoie une image résolument technologique. Il adopte une cabine profilée, une peinture voyante et Crowhurst prévoyait d'y installer des équipements de sécurité de son invention qu'il pensait ainsi tester et commercialiser à son retour, notamment des dispositifs anti-chavirage. Crowhurst était convaincu que sa technologie embarquée lui donnerait des chances sérieuses de gagner malgré son inexpérience de la navigation hauturière. Faute de temps et d'organisation, il ne put pas terminer significativement ces équipements.
Outre sa conception high-tech, Teignmouth Electron est le premier bateau de course financé par sponsoring privé publicitaire avec plan de communication auprès des médias. De fait, de nombreux films et documents sont disponibles. Par comparaison, tous les autres concurrents, y compris les vainqueurs, utilisent leurs bateaux personnels.
C'est un modèle unique inspiré des plans d'Arthur Piver (en), type Victress mais profondément remanié au niveau de la cabine. Le choix d'un tel bateau est à l’époque audacieux mais pas impensable puisque des trimarans de ce type ont déjà réalisé de belles traversées transatlantiques. 
Comme beaucoup de bateaux conçus pour être économiques et légers, il est construit en contreplaqué marine avec des coques à bouchains vifs, une solution qui à l'époque était encore considérée avec méfiance par les plaisanciers traditionnels, malgré les exploits du Pen-Duick II dans la transat anglaise de 1964 ou la popularisation des voiliers en contreplaqué (Vaurien, Muscadet, etc.).

### Caractéristiques
Le Teignmouth Electron est un trimaran gréé en ketch de 41 pieds (12,50 m) de longueur hors tout (la coque centrale fait 38 pieds (11,60 m) à la ligne de flottaison), et la largeur est de 22 pieds (6,70 m). Le bateau est lancé sur la rivière Yare à Brundall en Grande-Bretagne le 23 septembre 1968.

## Historique de course
Donald Crowhurst le fait construire pour l'engager sur le Golden Globe Challenge le 31 octobre 1968. D'ailleurs un autre concurrent, Nigel Tetley, s'est engagé sur un bateau presque identique, le Victress, strictement conforme aux plans de Piver.
Le bateau de Tetley, pourtant plus lourdement chargé que celui de Crowhurst était parvenu à accomplir les neuf dixièmes du parcours dont les redoutables passages des « trois caps » (Bonne Espérance, Leeuwin au sud ouest de l'Australie, et le plus redouté des trois, le cap Horn) à travers les mers tourmentées (les quarantièmes rugissants) de l'océan austral.
Il serait probablement parvenu à rentrer à Falmouth, mais la supercherie de Crowhurst incita Tetley, qui se croyait serré de près, à souquer très dur son bateau entre la zone des Alizés et l'Angleterre pour emporter le prix récompensant le record de vitesse de la traversée, provoquant sa dislocation à quelques centaines de miles de l'arrivée (le prix de la première traversée solo avait déjà été remporté par Robin Knox-Johnston avec son très lent mais solide monocoque Suhaili).
L'exemple du Victress, et la place prise par la suite par les multicoques dans les courses océaniques valide a posteriori le choix de Crowhurst, novateur mais à la limite des possibilités des multicoques de l'époque, un choix qui fit débat dans les milieux traditionnels du yachting.
Sans être parfait, le Teignmouth electron se révéla d'ailleurs capable d'affronter du mauvais temps dans l'Atlantique sud où Crowhurst navigua un certain temps pour filmer des images crédibilisant son faux journal de bord, et eut par la suite une carrière prolongée de bateau charter pour la plongée dans les Caraïbes.
Le 10 juillet 1969, le Teignmouth Electron est repéré à la dérive par le paquebot Picardy. Les marins qui montent à bord le trouvent vide. Son skipper ne sera jamais retrouvé.

## Après la disparition de Crowhurst
Après la disparition de Crowhurst, le bateau est vendu à un navigateur anglais qui s'en débarrasse très vite au prétexte qu'il est hanté. Il est racheté par un hôtel dans les îles Caraïbes et modifié pour la promenade. Là encore, il fait montre de piètres dispositions. Vers le milieu des années 1980, il est tiré sur la plage de la côte sud de Cayman Brac pour des réparations qui n’auront jamais lieu.
En 1998, l'artiste Tacita Dean redécouvre l’épave, bien connue des autochtones qui ignorent généralement tout de son passé. Elle réalise un travail de photographies et d’écriture autour de l'histoire de ce navire et son skipper qui sera publié dans un recueil nommé... Teignmouth Electron. Abandonnée sur la plage, l'épave du trimaran renvoie une image insolite, nostalgique et émouvante, qui illustre et renforce le romantisme tragique de l'histoire de Crowhurst.
L’épave est rachetée par l'artiste Michael John McKean en 2007.
Cette même année, la sortie du documentaire Deep Water popularise l’épopée de Crowhurst et l'existence de l’épave, abîmée au-delà de tout espoir de restauration. La plage de Cayman Brac devient lieu de pèlerinage, le bateau est vandalisé, abîmé par deux ouragans successifs et finalement détruit par des travaux avant que la commune ne parvienne à se décider sur des mesures de conservation un temps envisagées. Il n'en subsiste aujourd'hui que quelques débris.

## Films
Les références au Teignmouth Electron ainsi qu'à l'épopée de Donald Crowhurst au Golden Globe Challenge sont multipliées dans le film La Vie très privée de Monsieur Sim de Michel Leclerc, avec Jean-Pierre Bacri et Mathieu Amalric.
En 2018, sort Le Jour de mon retour (The Mercy) qui retrace l'aventure de Crowhurst pour lequel une réplique du Teignmouth Electron a été fabriquée.